# Hugues de Coat-Trédrez
Hugues de Coat-Trédrez (mort en 1468)  est un ecclésiastique breton qui fut évêque de Tréguier de 1464 à 1465.

## Biographie
Hugues de Coat-Trédrez est issu de la famille noble de Coat-Trédrez originaire de Trédrez, entre Saint-Michel-en-Grève et Lannion. À la mort de Jean de Coëtquis il est  élu évêque de Tréguier en 1464 mais il renonce dès l'année suivante à son siège épiscopal en faveur de Christophe du Châtel.
Selon l'Annuaire pontifical, lors du consistoire du 21 novembre 1468, le pape Paul II l'élève secrètement au rang de cardinal (quasi-cardinal) sans doute en compensation de sa renonciation. Il meurt peu après et est inhumé dans la cathédrale de Tréguier.